# Barranco del Agua
Barranco del Agua är ett periodiskt vattendrag i Spanien.   Det ligger i provinsen Provincia de Santa Cruz de Tenerife och regionen Kanarieöarna, i den sydvästra delen av landet, 1 800 km sydväst om huvudstaden Madrid.